# Геотехничка истраживања
Геотехничка истраживања спроводе инжењери геотехнике и геолози геотехничари са циљем прикупљања информација о физичким својствима тла и стена на истражном подручју. Истражно подручје обухвата како површински (непокривени) део тако и подповршински (покривени) део терена.
Геотехника изучава клизишта, одроне стабилности падина и косина, носивост тла, мелиорације (побољшања карактеристика и својстава) тла и стенских маса, заштиту геолошке средине и заштиту човекове средине.
Геотехничка истраживања превасходно треба да пруже правилно одређивање:
- Места извођења истражних радова (одређена су дефинисањем истражног простора)
- Врсте истражних радова и одговарајуће анализе (зависе од својстава геолошке средине)
- Броја истражних радова (зависе од сложености геолошке средине и фазе пројектовања)

Геотехничка истраживања и анализе имају за циљ да објасне генезу неког подручја, да одреде и предвиде временски и просторни развој неких процеса битних са инжењерског становишта и битних по питању безбедности човека и човекове околине као и грађевинских објеката, и да дају предлоге мера санације оштећених објеката, динамику извођења грађевинских радова, да дају предлог типа фундирања одређених објеката и др.